# Daïra d'Azazga
Pour les articles homonymes, voir Azazga (homonymie).
La daïra d'Azazga est une circonscription administrative de la wilaya de Tizi-Ouzou. Son chef lieu est la commune éponyme d'Azazga.

## Communes
La daïra comprend cinq communes:
- Azazga,
- Freha,
- Ifigha,
- Yakouren,
- Zekri.

La population totale de la daïra est de 83 560 habitants pour une superficie de 360,272 5 km2.

## Localisation
| Daïra d'Ouaguenoun    | Daïra d'Azeffoun | Wilaya de Béjaïa    |
| Daïra de Tizi-Ouzou   | daïra d'Azazga   | Wilaya de Béjaïa    |
| Daïra d'Aïn El Hammam | Daïra de Mekla   | Daïra de Bouzeguene |

## Hydrographie
Les principaux cours d'eau de la commune sont :
- Assif (fleuve) Sébaou
- Assif (fleuve) Aboud

## Institut national de recherche forestière

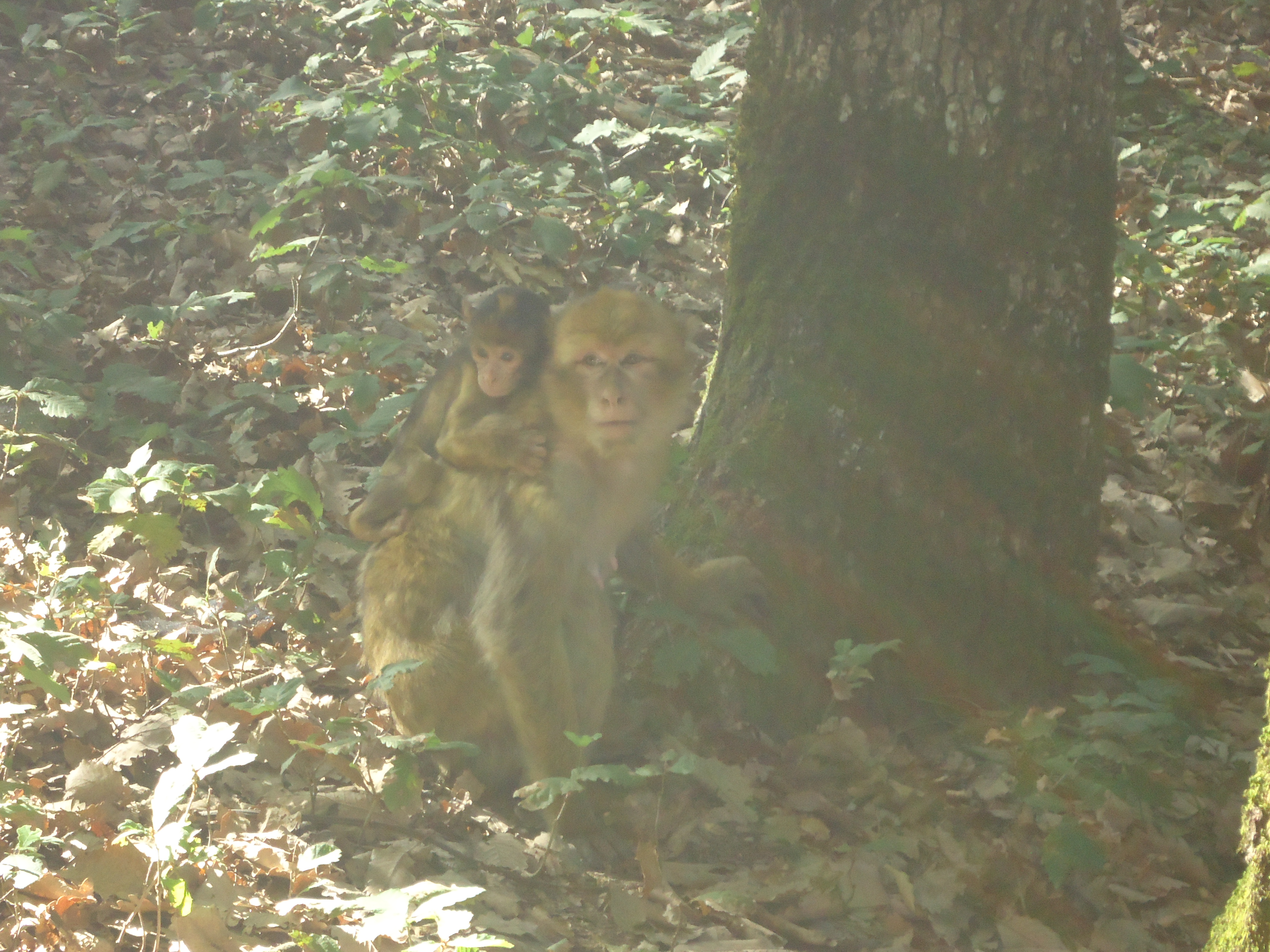
Singe Magot de Yakouren

Cette daïra abrite une station de recherche et d'expérimentation rattachée à l'Institut national de recherche forestière.

## Économie
Plusieurs industries sont implantées dans cette région : briqueterie, pépinières, récolte et transformation du liège, etc

## Émigration
Les habitants de cette commune-daïra ont connu de nombreuses vagues d'émigration vers le Moyen-Orient au XIXe siècle. Une première ayant eu pour origine l'exil de l'émir Abd El-Kader, et une deuxième durant les années 1873 à la suite des révoltes kabyles successives et la défaite de Mokrani et de son clan. C'est ainsi qu'on retrouve aujourd'hui de nombreux foyers encore kabylophones, en Syrie et au Liban[réf. nécessaire].

## Culture

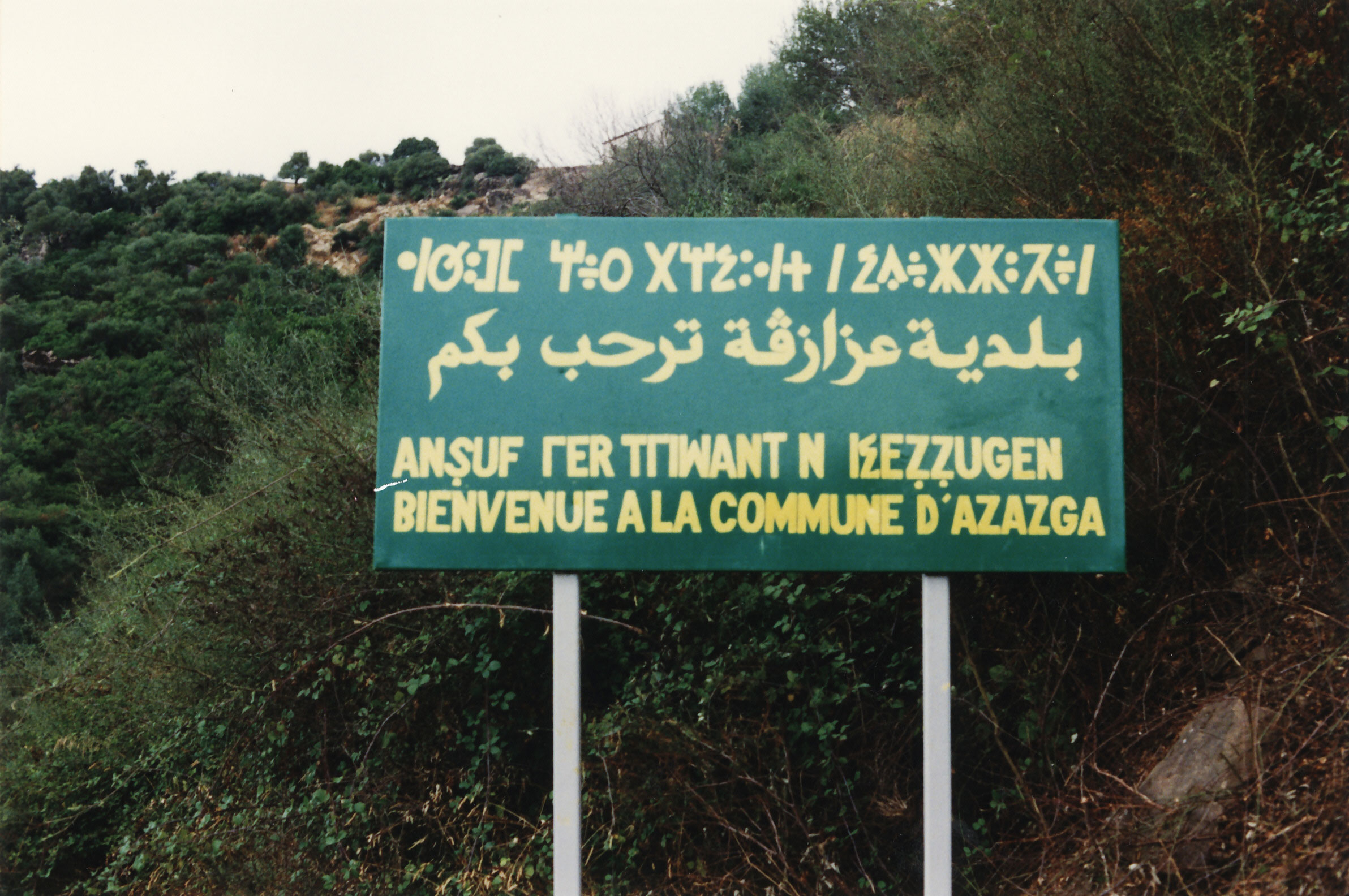
A l'entrée d'Azazga

Autrefois, l'accent régional était marqué par l'usage du z. Exemple : lemleh → zemzah (le sel)
Des inscriptions berbères lybiques sont observables dans une grotte d'Ifigha. Elles furent révélées pour la première fois en 1909 par Said Boulifa, et présentent la particularité de ne montrer aucune lettre punique ou latine. Les panneaux officiels dans la ville, et à l'entrée de la mairie, du tribunal, ou de la daïra (sous Préfecture) sont écrits dans trois langues, tifinagh, kabyle (alphabet latin) et arabe (français pour les panneaux).

## Personnalités liées à la Daïra
- Mourad Zimu